# Afonso Furtado de Mendonça
Afonso Furtado de Mendonça (Montemor-o-Novo, 1561 — Lisboa, 2 de Junho de 1630) foi um prelado português. Foi Conde de Arganil de juro e herdade e durante cinco anos foi bispo da Guarda, por oito anos reitor da Universidade de Coimbra, por dois anos foi bispo de Coimbra, passou sete anos como arcebispo de Braga, e, finalmente, por quatro anos foi bispo de Lisboa, em cuja catedral, na capela-mor, foi sepultado.

## Biografia
D. Afonso Furtado de Mendonça era filho de Jorge Furtado de Mendonça, Cavaleiro e Comendador das Entradas, de Padrões e da Represa na Ordem de Santiago, e de sua mulher D. Mécia Henriques, filha de D. Pedro de Sousa, alcaide-Mor do Castelo de Beja, 3.° Senhor de Beringel de juro e herdade e 3.° senhor do Prado de juro e herdade, e de sua mulher Violante Henriques, filha de Simão Freire de Andrade, 5.° Senhor da Bobadela de juro e herdade, e de sua mulher D. Leonor Henriques; neto paterno de António Furtado de Mendonça e de sua mulher Margarida de Noronha, filha de Afonso Pires Pantoja, cavaleiro, comendador de Santiago do Cacém e alcaide-Mor do Castelo de Santiago do Cacém na Ordem de Santiago, e de sua mulher D. Brites de Noronha, ambos mencionados no Capítulo I da Peregrinação de Fernão Mendes Pinto, filha do 1.° conde de Vila Nova de Portimão, etc, e tia paterna do 2.° Conde de Vila Nova de Portimão, de D. Afonso de Castelo Branco, 41.° Bispo de Coimbra e 6.° conde de Arganil de juro e herdade, etc, e do 1.° Conde do Sabugal; e bisneto de Jorge Furtado de Mendonça, cavaleiro e comendador das Entradas, de Padrões e da Represa na Ordem de Santiago e Camareiro de seu sobrinho materno D. Jorge de Lancastre, 2.° duque de Coimbra, etc, e de sua segunda mulher Maria de Sousa, prima-sobrinha de Afonso de Albuquerque, 2.° Governador da Índia.
Fez os primeiros estudos em Lisboa e confirmou-os em Coimbra, segundo a Bibliotheca Lusitana, Tomo I, página 36. Graduado na Universidade de Coimbra. Doutor na Faculdade de Cânones da Universidade de Coimbra, foi admitido por colegial do Colégio de São Pedro a 10 de Maio de 1592, donde passou a Reitor da mesma Universidade em 1597. D. Filipe II de Portugal nomeou-o, em Janeiro de 1605, Conselheiro de Estado de Portugal. Em 1608 foi eleito Presidente do Tribunal da Mesa da Consciência e Ordens.
Foi nomeado Bispo da Guarda em Agosto de 1609, tomando posse em 13 de Fevereiro de 1610, onde «arrancou as perniciosas raízes de muitos abusos e introduziu as sagradas determinações do Concílio de Trento». Promovido por bula do Papa Paulo V, passada a 5 de Dezembro de 1615, para a Sé de Coimbra, vaga pela morte de seu primo-tio-avô D. Afonso de Castelo Branco; foi 42.° Bispo de Coimbra e 7.° Conde de Arganil (1616-1618).
Vagando a Mitra Primacial de Braga por morte de D. Frei Aleixo de Meneses, foi nomeado em 1618 seu sucessor como Arcebispo de Braga Primaz das Espanhas (1618-1626). Foi um dos patronos da construção da igreja de santa cruz, sendo que lhe é, inclusive, atribuída a autoria do projecto do programa da igreja, cuja primeira fase de construção só se concluiu em 1653.
Terá acompanhado o médico português, Aleixo de Abreu, a Angola, para que aquele pudesse estudar as maleitas africanas, com especial destaque para o mal-de-bicho.
Foi nomeado Arcebispo de Lisboa em Janeiro de 1626, confirmado pelo Papa Urbano VIII a 3 de Dezembro desse mesmo ano, sendo-o até à sua morte a 2 de Junho de 1630. Foi, ainda, constituído um dos Governadores do Reino, a par de D. Diogo de Castro, 2.° Conde de Basto, e D. Diogo da Silva, 5.° Conde de Portalegre, cargo que exerceu desde 13 de Setembro de 1623 até pouco antes de falecer. 